# Schwacher Isospin
Der schwache Isospin, auch schwache Ladung, übliches Formelzeichen {\displaystyle T}, ist in der Elementarteilchenphysik eine vektorwertige Größe, die mit der schwachen Wechselwirkung zusammenhängt (so wie der starke Isospin mit der starken Wechselwirkung zusammenhängt).
Der Betrag des schwachen Isospins ist eine Quantenzahl und nimmt folgende Werte an:
- für Fermionen linkshändiger Chiralität: 1⁄2
- für Fermionen rechtshändiger Chiralität: 0.

Die drei Komponenten des schwachen Isospins sind die Ladungen einer {\displaystyle SU(2)}-Symmetriegruppe, die im Standardmodell auftritt.
Wie beim namensverwandten Spin sind auch die drei Komponenten des schwachen Isospins nicht gleichzeitig messbar, daher wird konventionell zusätzlich zum schwachen Isospin auch seine Projektion {\displaystyle T_{z}} bzw. {\displaystyle T_{3}} auf die {\displaystyle z}-Achse angegeben (auch als „dritte Komponente“ bezeichnet). Diese kann die Werte {\displaystyle -T,-T+1,\dots ,T-1,T} annehmen. Da der Betrag des schwachen Isospins stets entweder 1⁄2 oder 0 ist, ist {\displaystyle T_{z}=\pm T}.

## Details

### Für linkshändige Fermionen
Aufgrund des von Null verschiedenen schwachen Isospins bilden die linkshändigen Fermionen Schwache-Isospin-Dubletts, deren Einträge sich durch die dritte Komponente unterscheiden (die genaue Zuordnung der Teilchen zur dritten Komponente des schwachen Isospins ist Konvention; eine generelle Änderung aller Vorzeichen wäre physikalisch irrelevant):
| linkshändige Fermionen | linkshändige Fermionen | linkshändige Fermionen   | linkshändige Fermionen      | linkshändige Fermionen       | schw. Isospin {\displaystyle T_{z}} |
|                        | Typ                    | Generation               | Generation                  | Generation                   | schw. Isospin {\displaystyle T_{z}} |
| 1                      | Typ                    | 2                        | 3                           |                              | schw. Isospin {\displaystyle T_{z}} |
| ---------------------- | ---------------------- | ------------------------ | --------------------------- | ---------------------------- | ----------------------------------- |
| Leptonen               | Neutrino               | {\displaystyle \nu _{e}} | {\displaystyle \nu _{\mu }} | {\displaystyle \nu _{\tau }} | +1/2                                |
| Leptonen               | geladen                | {\displaystyle e^{-}}    | {\displaystyle \mu ^{-}}    | {\displaystyle \tau ^{-}}    | −1/2                                |
| Quarks                 | up-artig               | {\displaystyle u}        | {\displaystyle c}           | {\displaystyle t}            | +1/2                                |
| Quarks                 | down-artig             | {\displaystyle d'}       | {\displaystyle s'}          | {\displaystyle b'}           | −1/2                                |

Hierbei sind d′, s′ und b′ die Eigenzustände der Quarks bezüglich der schwachen Wechselwirkung, welche durch die CKM-Matrix mit den Eigenzuständen der starken Wechselwirkung verknüpft sind.
Man kann die Dubletts für die drei Generationen wie folgt zusammenfassen, wobei der Index {\displaystyle L} die Linkshändigkeit symbolisiert:
{\displaystyle {\begin{alignedat}{2}{\begin{pmatrix}\nu _{e}\\e^{-}\end{pmatrix}}_{L}&,{\begin{pmatrix}\nu _{\mu }\\\mu ^{-}\end{pmatrix}}_{L}&&,{\begin{pmatrix}\nu _{\tau }\\\tau ^{-}\end{pmatrix}}_{L}\\{\begin{pmatrix}u\\d'\end{pmatrix}}_{L}&,{\begin{pmatrix}c\\s'\end{pmatrix}}_{L}&&,{\begin{pmatrix}t\\b'\end{pmatrix}}_{L}\end{alignedat}}}
Die geladenen Ströme der schwachen Wechselwirkung ändern die dritte Komponente des schwachen Isospins, sodass sich innerhalb der Dubletts jeweils ineinander umwandeln können:
- („obere“ Reihe der Dubletts:) linkshändige Neutrinos in geladene Leptonen, z. B. {\displaystyle \nu _{e}} in {\displaystyle e^{-}}, und umgekehrt
- („untere“ Reihe der Dubletts:) linkshändige Quarks vom up-Typ in solche vom down-Typ und umgekehrt.

Dagegen ändert ein neutraler Strom der schwachen Wechselwirkung die dritte Komponente des schwachen Isospins nicht.

### Für rechtshändige Fermionen
Entsprechend bilden die rechtshändigen Fermionen Schwache-Isospin-Singuletts:
| rechtshändige Fermionen | rechtshändige Fermionen | rechtshändige Fermionen   | rechtshändige Fermionen      | rechtshändige Fermionen       | schw. Isospin {\displaystyle T_{z}} |
|                         | Typ                     | Generation                | Generation                   | Generation                    | schw. Isospin {\displaystyle T_{z}} |
| 1                       | Typ                     | 2                         | 3                            |                               | schw. Isospin {\displaystyle T_{z}} |
| ----------------------- | ----------------------- | ------------------------- | ---------------------------- | ----------------------------- | ----------------------------------- |
| Leptonen                | Neutrino                | {\displaystyle -}         | {\displaystyle -}            | {\displaystyle -}             | 0                                   |
| Leptonen                | geladen                 | {\displaystyle e_{R}^{-}} | {\displaystyle \mu _{R}^{-}} | {\displaystyle \tau _{R}^{-}} | 0                                   |
| Quarks                  | up-artig                | {\displaystyle u_{R}}     | {\displaystyle c_{R}}        | {\displaystyle t_{R}}         | 0                                   |
| Quarks                  | down-artig              | {\displaystyle d_{R}}     | {\displaystyle s_{R}}        | {\displaystyle b_{R}}         | 0                                   |

In dieser Auflistung werden rechtshändige Neutrinos nicht erwähnt, da ihre Existenz strittig ist; im Standardmodell nehmen sie an keiner Wechselwirkung teil und sind sterile Teilchen (siehe steriles Neutrino).

## Schwacher Isospin im Standardmodell
Im Standardmodell sind schwache Wechselwirkung und Elektromagnetismus zur elektroschwachen Wechselwirkung vereinigt. Dabei wird die Symmetrie des Standardmodells spontan gebrochen und die {\displaystyle SU(2)} wird versteckt. Als Resultat der Symmetriebrechung ergibt sich, dass die dritte Komponente des schwachen Isospins und die schwache Hyperladung {\displaystyle Y_{W}} mit der elektrischen Ladung {\displaystyle Q} in Beziehung stehen:
{\displaystyle Q=T_{z}+{\tfrac {1}{2}}Y_{W}}
Eine andere Konvention normiert die schwache Hyperladung anders:
{\displaystyle Q=T_{z}+Y'_{W}}.